# Albert Bozesan
Albert Bozesan (* 20. Mai 1997 in München) ist ein deutsch-amerikanischer Filmproduzent, Komiker und Hörspielsprecher und seit 2003 medienwirksam aktiv.

## Leben
Kurz nach seiner Geburt zog Bozesans Familie ins Silicon Valley, wo er die Grundschule besuchte. Einige Jahre nach seiner Rückkehr nach Deutschland gründete er während seiner Schulzeit am Gymnasium 2013 den YouTube-Kanal FotoSchnitzel mit Schulfreund Andreas Thaler.

## Arbeit
Seit 2015 kollaboriert er regelmäßig mit Produzent Robert Sladeczek im Kreativkollektiv Kalonoma. Ihre gemeinsamen Projekte wurden mehrmals für nationale und internationale Preise nominiert und ausgezeichnet. Im Jahr 2016 erhielten sie für ihre Satire auf die Selbstdarstellung von Internet-Startups, Apayou – Experience the Future den Deutschen Multimediapreis mb21.
Er spielte die Rolle des „Adrian“ in JOUR FIXE – Die Startupper, einer Hörspielserie von Headautor Tommy Krappweis u. a. mit Marti Fischer, Hugo Egon Balder und Wigald Boning, nach einer Idee von Albert Bozesan und Robert Sladeczek.
Mit Sladeczek und der Münchner Autorin Katharina Lang schrieb Bozesan das historische Krimi-Hörspiel Schund und Schmutz für Audible. Es handelt vom Schund- und Schmutzgesetz 1926 und dessen Auswirkung auf die Künstler und Autoren der Künstlerkneipe Simpl in München.
Seit 2022 betreibt er einen YouTube-Kanal auf dem er Tutorials für KI-Kunst veröffentlicht.
Seit 2023 ist er Creative Director der KI-Filmproduktionsfirma Storybook Studios, eine Schwesterfirma der von Matthias Schweighöfer gegründeten Pantaleon Films. Dort nutzt er generative KI-Systeme für die Umsetzung von Filmen und Serien, darunter die Kinderanimationsserie Space Vets.

## Auszeichnungen (Auswahl)
- 2018: flimmern & rauschen – Preisträger Kategorie 17-21 für Jack & Cooper – Identity Theft[17]
- 2018: Berlin Independent Film Festival – Official Selection für Jack & Cooper – Identity Theft[18]
- 2016: Deutscher Multimediapreis mb21 – 1. Platz Kategorie 16-20 für Apayou – Experience the Future[9]
- 2017: Top 99 des 99Fire-Films-Award für Der Verbotene Ball[19]